# Aluguel de veículos

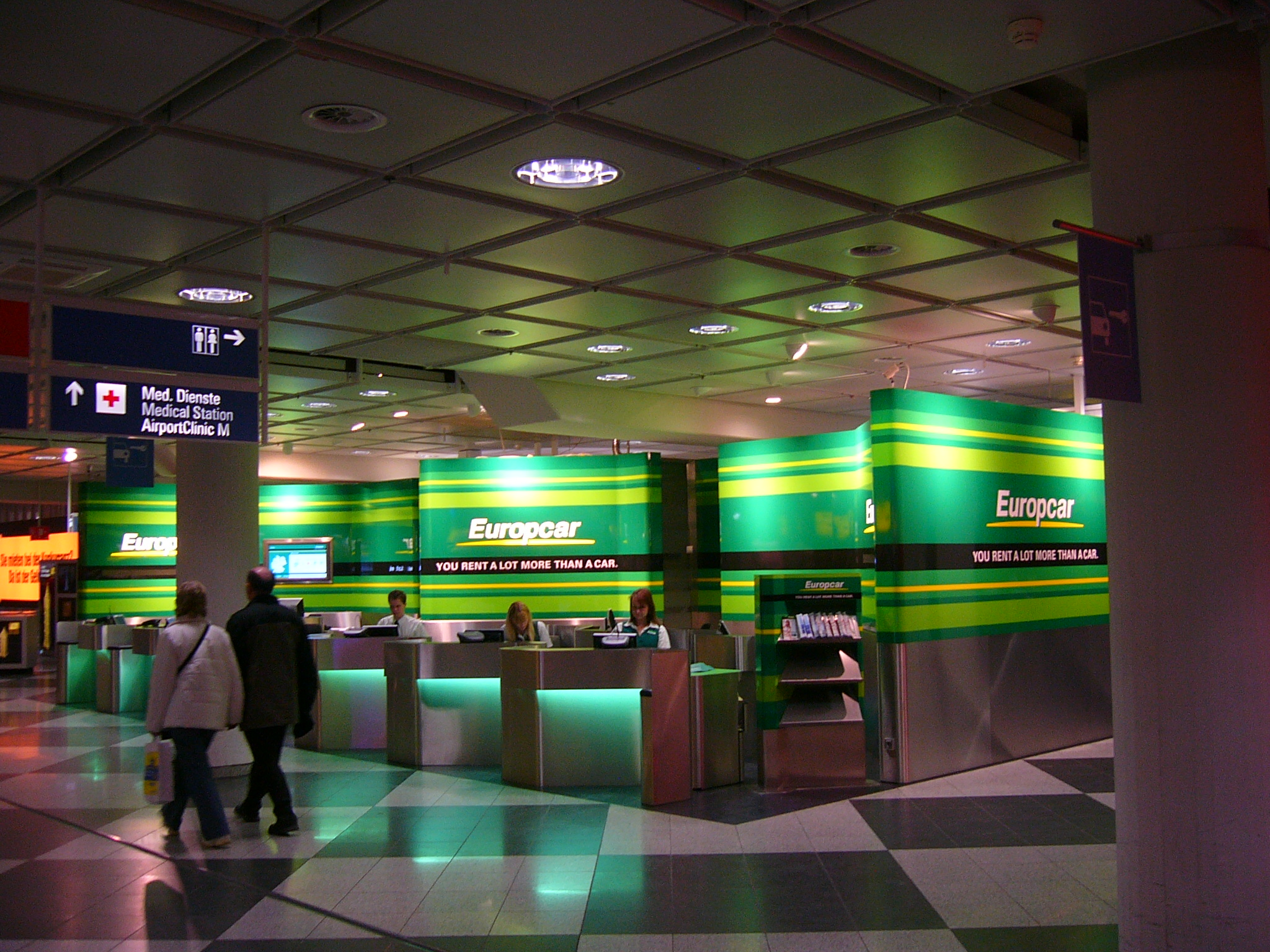
Uma agência da locadora Europcar

Aluguel, aluguer ou locação de veículos é uma modalidade de negócio que consiste em oferecer um veículo (carro de passeio, furgões, motocicletas ou camiões) para alugar por um determinado período de tempo, normalmente curtos entre algumas horas e algumas semanas. Também são muito utilizadas as expressões em inglês rent a car, car rental e car hire.
As agências de locação situam-se geralmente nas proximidades de aeroportos, estações de trem ou ônibus (rodoviárias) e em pontos estratégicos das cidades importantes.

## Modelos de negócio
As empresas de aluguel de carros operam comprando ou financiando um grande número de frota de veículos e alugando estes para seus clientes por uma taxa. As frotas podem ser estruturadas de várias maneiras - podem ser próprias (chamados de 'veículos de risco' porque a locadora assume o risco de por quanto o veículo será vendido depois que o veículo for removido de serviço), podem ser obtidos por leasing, ou mantidos sob um programa de garantia de recompra ajustado diretamente com o fabricante do veículo ou concessionário deste (estes são chamados de 'veículos de recompra' porque o fabricante define exatamente o preço de compra e recompra afinal de um período definido).[carece de fontes?]
No Brasil, existem 1.434.299 de veículos vinculados às locadoras (sendo 32,7% da Stellantis), sendo 52% voltados para terceirização de frotas (aluguéis de longa duração para empresas privadas e órgãos públicos, carros por assinatura e locação para motoristas de aplicativos), 32% para turismo de lazer (aluguéis de curta duração para viagens de lazer) e 16% para turismo de negócios (aluguéis de curta duração para viagens de negócios).

## Longa duração
Recentemente, modalidades de aluguel de veículos de longa duração ganharam popularidade, sendo conhecidos por renting automóvel (português europeu) ou carro por assinatura (português brasileiro). Nesta modalidade, é pago um valor mensal à empresa que cede o veículo durante um período determinado (meses ou anos), onde o carro é devolvido após o encerramento do contrato. Considera-se vantajoso por evitar os custos de depreciação de propriedade e por evitar as burocracias inerentes à compra de um veículo, como impostos e financiamentos.